# Erik Dahlin
Erik Dahlin, né le 28 avril 1989, est un footballeur suédois. Il évolue au poste de gardien de but avec le club de l'IFK Göteborg.

## Biographie
Dahlin joue chez les jeunes pour le Trollhättan FC. Il part ensuite pour l'IFK Göteborg, qui le prête au Västra Frölunda en 2008. De retour à Göteborg, il est prêté à Trollhättan en 2009. Le 4 décembre 2012, il signe un contrat de trois ans avec les norvégiens de Sogndal. Dahlin joue 35 matchs en Tippeligaen avec cette équipe.
Le 5 juin 2014, il est vendu à Trollhättan. Le transfert a officiellement lieu le 15 juillet, date de la réouverture du marché suédois du football. À partir de janvier 2015, il joue en faveur de l'IK Oddevold. Il retourne ensuite à l'IFK Göteborg en novembre 2017.